# Молодость Геракла
Молодость Геракла (англ. Young Hercules; США — Новая Зеландия, 1998—1999) — телесериал в жанре фэнтези, производство кинокомпании Renaissance Pictures. Состоит из 50 серий, связанных общим сюжетом. Является приквелом сериала «Удивительные странствия Геракла».

## Сюжет
В сериале изображаются приключения молодого героя по имени Геракл, сына повелителя олимпийских богов Зевса и смертной женщины Алкмены. Геракл поступает в школу воинов кентавра Хирона, где обучается искусству боя и владению оружием. Здесь он знакомится со своими друзьями — Иолаем и Ясоном, наследником трона Коринфа.
Однако бог войны Арес недолюбливает своего младшего брата Геракла и не раз пытается убить его.

## В ролях
- Райан Гослинг, Ян Бохен — Геракл
- Дин О’Горман — Иолай
- Крис Конрад — Ясон
- Натаниэль Лис — Хирон
- Кевин Смит — Арес
- Меган Десмонд — Дисгармония
- Джоел Тобек — Страйф